# Jung Ji-seok
Jung Ji-Seok (coreano: 정지석; Bucheon, 10 marzo 1995) è un pallavolista sudcoreano.
Gioca nel ruolo di schiacciatore nei Korean Air Jumbos.

## Carriera

### Club
La carriera di Jung Ji-seok inizia nei tornei scolastici sudcoreani, finché nel 2013 viene selezionato al secondo turno del draft dai Korean Air Jumbos, coi quali debutta in V-League nella stagione 2013-14: col suo club vince il suo primo trofeo in occasione della Coppa KOVO 2014.
Nel campionato 2017-18 si aggiudica il primo scudetto della sua carriera, venendo premiato come MVP del 5º round.

### Nazionale
Nel 2015 fa parte della selezione sudcoreana under 23, che partecipa al campionato mondiale di categoria, 
Nel 2016 debutta nella nazionale maggiore, con cui vince la medaglia di bronzo al campionato asiatico e oceaniano 2017. Nel 2023 conquista il bronzo all'AVC Challenge Cup.

## Palmarès

### Club
- Campionato sudcoreano: 4

2017-18, 2020-21, 2021-22, 2022-23
- Coppa KOVO: 3

2014, 2019, 2022

### Nazionale (competizioni minori)
- AVC Challenge Cup 2023

### Premi individuali
- 2018 - V-League: MVP 5º round
- 2019 - V-League: MVP della Regular season
- 2019 - V-League: MVP 2º round
- 2019 - V-League: Miglior schiacciatore
- 2020 - V-League: Miglior schiacciatore
- 2021 - V-League: MVP della Regular season
- 2021 - V-League: MVP delle finali play-off
- 2021 - V-League: Miglior schiacciatore
- 2023 - V-League: Miglior schiacciatore
- 2024 - V-League: MVP delle finali play-off